# Combattimento navale di Punta Malpelo
Il combattimento navale di Punta Malpelo è stato uno scontro navale tra la corvetta peruviana Liberdad e le navi colombiane Pichincha e Guayaquileña. Lo scontro è avvenuto vicino a Tumbes il 31 agosto 1828 durante la Guerra grancolombo-peruviana ed è stato il primo combattimento navale importante della Marina de Guerra del Perù dopo che il Perù era diventato repubblica.

## Antecedenti
Il 15 luglio 1828, la Grande Colombia dichiara guerra al Perù, con il pretesto che il Perù avesse promosso in Bolivia la ribellione contro l'esercito colombiano. Simon Bolívar, inoltre, pretese dal Perù il pagamento delle spese della guerra d'indipendenza. Il governo del Mariscal José de La Mar, in risposta, ordina la mobilitazione delle forze terrestri e navali.

## La battaglia
Il 2 luglio 1828, la corvetta peruviana Liberdad, armata con 24 cannoni e con un equipaggio di 124 uomini sotto il comando del capitano Carlo García del Postigo, naviga verso il nord del Perù.
Il 31 agosto viene intercettata da due navi da guerra colombiane, la goletta Guayaquileña e la corvetta Pichincha, sotto il comando del capitano di origine irlandese Thomas C. Wright. Il capitano Wright, a bordo della Guayaquileña, aveva ordine di avvicinarsi alla nave peruviana ma, prima che potesse effettuare le operazioni, è stata attaccata dai colombiani.
Nel momento più duro della battaglia, le navi colombiane hanno cominciato a fuggire verso Guayaquil, seguite dalla Liberdad fino a che non fece inversione di rotta verso Paita affinché i feriti del suo equipaggio fossero curati.
In totale, i peruviani hanno perso 15 uomini e 28 sono risultati feriti, mentre li colombiani hanno sofferto della perdita di 24 soldati e hanno avuto 36 feriti.
In seguito, la corvetta Pichincha si sarebbe consegnata a Paita alle autorità peruviane, a causa delle differenze di vedute degli ufficiali con Bolívar.

## Risultato
Dopo lo scontro iniziò il blocco navale, ordinato dal Governo del Perù il 19 settembre 1828, verso tutta la costa della Grande Colombia, da Machala fino a Panama. Con quest'azione, l'Armata della Grande Colombia è stata resa inefficace nei suoi porti principali sull'Oceano Pacifico.